# Cruz Quebrada – Dafundo
Cruz Quebrada – Dafundo ist eine Gemeinde (freguesia) im Kreis (concelho) von Oeiras mit 6401 Einwohnern (Stand 30. Juni 2011) auf einer Fläche von 2,9 km². Die Bevölkerungsdichte beträgt 2.194,9 Einwohner je km².
Die Gemeinde wurde am 11. Juni 1993, durch Aufspaltung der Gemeinde Carnaxide, gegründet. Wie aus dem Namen abzuleiten, besteht sie aus den Ortschaften Cruz Quebrada und Dafundo sowie einigen kleineren Weilern. Der Schutzpatron der Gemeinde ist Senhor Jesus dos Aflitos (der Betrübten).

## Bauwerke
- Brücke aus dem 17. Jahrhundert über den Fluss Jamor
- Aquarium Vasco da Gama
- Herrenhaus (Palacete) Santa Sophia
- Weinberg und Palast S. Matthew
- Sports Complex, das das Estádio Nacional beheimatet, aber auch unterschiedlichen Einrichtungen wie ein olympisches Schwimmbecken, mehrere Golfplätze, Tennis (in denen die Estoril Open, ATP Estoril und WTA Estoril, stattfinden)[3], Rugby und Golf, Bowling, Kanu, Schießen sowie eine Mountainbikestrecke.
- Fakultät für Sportwissenschaft der Technischen Universität Lissabon.

## Dafundo in der Literatur
Almeida Garrett lebte im Weingut Rodízio, wo er das Werk Folhas Caídas (1853) schrieb. Weitere hier entstandene Komödien sind As Profecias do Bandarra sowie O Noivado no Dafundo.
Aquilino Ribeiro wohnte in Cruz Quebrada, wo er einige Werke schrieb.
José Maria Eça de Queiroz spricht in seinen Büchern über Dafundo als Ort mit 'Guter Luft (..de bons ares..)'. Beispiele sind in
- “Os Maias”, Kapitel IV,

(— Está na mesma, vai ámanhã para o Dáfundo. Mas realmente esse não se acha de todo inutilisado. Ainda hontem eu lhe dizia: «Você parte para o Dáfundo, leva os seus papeis, os seus documentos[…]» –)
- “O Primo Basílio”, Kapitel II

(– Quando penso que aquela desavergonhada vem a minha casa! Uma criatura que tem mais amantes que camisas, que anda pelo Dafundo em troças, que passeava nos bailes, este ano, de dominó, com um tenor! A mulher do Zagalão, um devasso que falsificou uma letra!–)
- “A Relíquia”, Kapitel II

(– Ah! se tu conhecesses a minha pátria!… E olha que sou capaz de te levar! Em Lisboa é que é! Vai-se ao Dafundo, ceia-se no Silva… Isto aqui é uma choldra! […] –)
zu finden.

## Persönlichkeiten
Der Komponist und Verleger Alain Oulman (1928–1990) wurde in Dafundo geboren. Er war Autor zahlreicher Fados für Amália Rodrigues.
Roberto Ivens (1850–1898), ein portugiesischer Entdecker und Seefahrer, lebte und starb im Casa do Cedro no Dafundo. Im Jahr 1884 unternahm er mit Hernandogildo Augusto de Brito Capello eine 14-monatige Expedition durch das Innere von Afrika, von Angola nach Mozambique. Während der Expedition wurden Fossilien, Mineralien sowie die Naturgeschichte erforscht. Nach der Rückkehr (16. September 1885) veröffentlichten sie das Buch De Angola à Contra-costa.

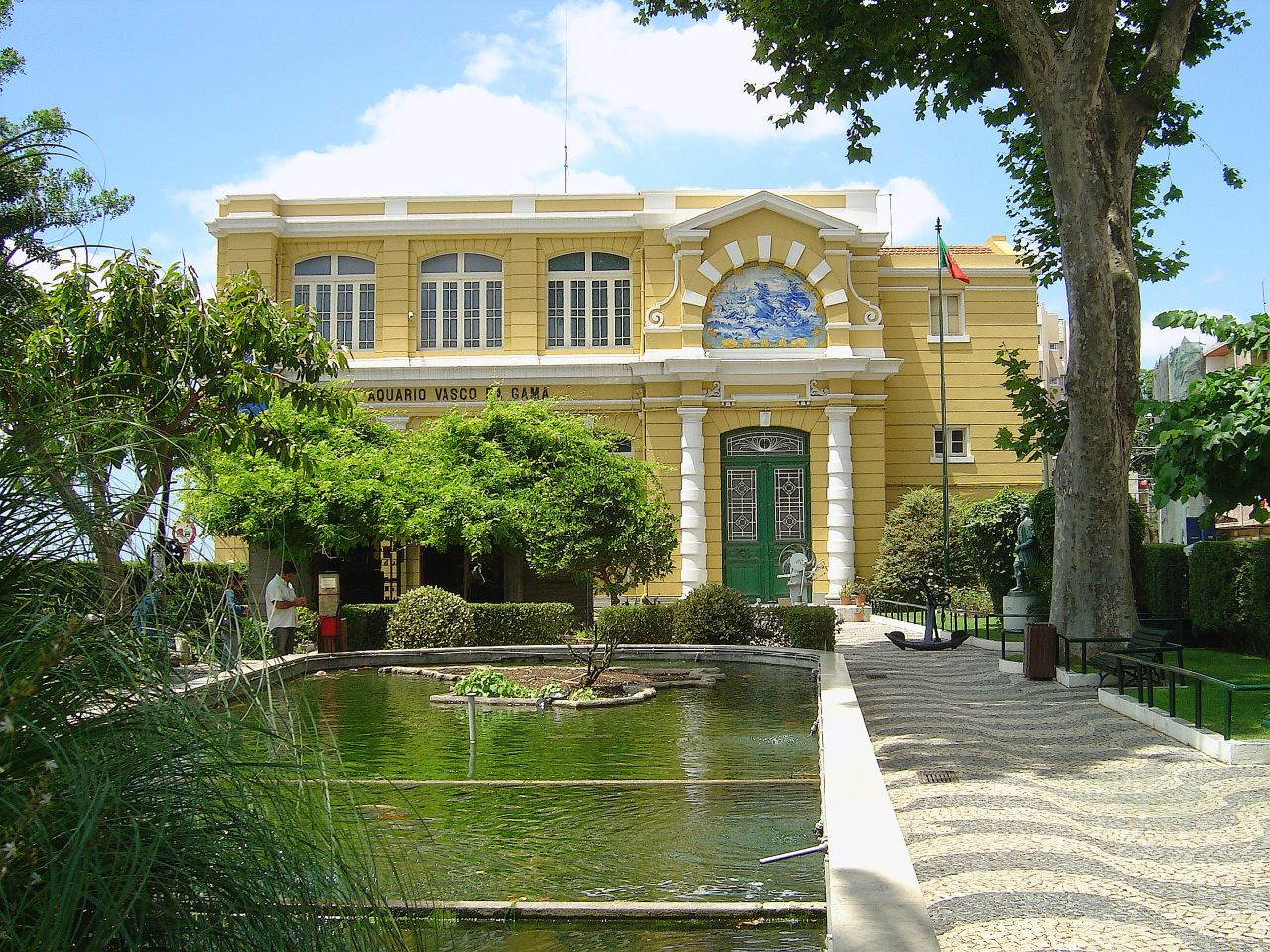
Aquarium Vasco da Gama, eröffnet am 20. Mai 1898.